# Liberty (1924-1950)
Liberty a fost o revistă săptămânală americană de interes general, vândută inițial la prețul de cinci cenți având sloganul "A Weekly for Everybody". Revista a fost fondată în 1924 de McCormick-Patterson, care a fost editor până în 1931, an în care a fost preluată de către Bernarr Macfadden care a revândut-o în 1942. La un moment dat era considerată ca fiind a doua revistă ca importanță din America, în fața ei aflându-se Saturday Evening Post, încă în circulație. Publicarea ei a încetat în 1950.

## Redactori
Printre redactorii revistei au fost Fulton Oursler, în anii lui Macfadden, și Darrell Huff. Primul redactor a fost John Neville Wheeler. În 1913, jurnalistul sportiv Wheeler a format Sindicatul Wheeler pentru a distribui articole cu subiect sportiv ziarelor. În 1916, după ce Sindicatul Wheeler a fost achiziționat de Sindicatul McClure, Wheeler a fondat imediat Sindicatul Bell. În 1924, Wheeler a devenit redactor-șef executiv al revistei Liberty și a activat în această calitate, în timp ce continua să administreze Sindicatul Bell.
Începând din 1942, desenatorul Lawrence Lariar a inițiat serialul The Thropp Family, prima bandă desenată care a fost publicată în continuitate într-o revistă națională.

## Scriitori
În afară de tratarea unor subiecte de interese general, revista Liberty s-a îngrijit de lucrările multor scriitori importanți și influenți ai perioadei. În mod neobișnuit pentru o revistă din acea epocă, ea a cumpărat drepturile de autor pentru multe dintre lucrările tipărite, iar acestea rămân în mâinile Liberty Library Corporation.
Revista a publicat în serial romanele de început ale lui P. G. Wodehouse, iar alți scriitori publicați au fost Achmed Abdullah, H. Bedford-Jones, Robert Benchley, Walter R. Brooks, Edgar Rice Burroughs, Robert W. Chambers, Sir Arthur Conan Doyle, James F. Dwyer, Paul Ernst, F. Scott Fitzgerald, Floyd Gibbons, Murray Leinster, Sax Rohmer și Rob Wagner.

## Timp de citire
O caracteristică memorabilă a fost "timpul de citire", prezentat pe prima pagină a fiecărui articol, astfel încât cititorii să știe cât de mult timp le-ar lua pentru a citi un articol, precum "No More Glitter: A Searching Tale of Hollywood and a Woman's Heart," Reading Time: 18 minutes, 45 seconds". Acest timp era calculat de un membru al personalului editorial care cronometra cu atenție timpul în care citea un articol în ritmul său obișnuit; el lua atunci acel timp și-l dubla.

## Revitalizarea ca "revistă nostalgică"
Liberty a fost revitalizată în 1971 ca o revistă nostalgică trimestrială publicată de Liberty Library Corporation, o companie formată de Robert Whiteman și Irving Green. Dedicată inițial exclusiv pentru retipărirea materialelor din revista originală, revista Liberty din anii 1970 s-a transformat într-o revistă cu format "atunci și acum", oferind articole tematice nou-scrise, alături de materiale de epocă. Noua versiune și-a încetat apariția în toamna anului 1976. Liberty Library Corporation oferă acum o variantă similară online numită "The Watchlist" care prezintă povești vechi alături de titluri actuale de știri. O pereche recentă, de exemplu, a fost un titlu din 2009 despre salariile jucătorilor de la New York Yankees și un articol din 1938 al lui Joe DiMaggio intitulat "How Much is a Ball Player Worth?"
Edițiile complete ale versiunii din anii 1970 sunt disponibile on-line prin intermediul Google Book Search. Liberty Library Corporation, care deține în continuare drepturile asupra arhivelor revistei Liberty, a declarat că Google va fi digitiza, în cele din urmă, cele 1.387 de ediții ale revistei revistei originale.